# Shannon Brown
Shannon Brown (ur. 29 listopada 1985 w Maywood) – amerykański koszykarz, występujący na pozycji rzucającego obrońcy, dwukrotny mistrz NBA, obecnie zawodnik Delaware 87ers.
W 2003 wystąpił w meczu gwiazd amerykańskich szkół średnich - McDonald’s All-American.
Jest starszym bratem gracza NBA – Sterlinga Browna.

## Kariera
Karierę koszykarskiej rozpoczynał w barwach drużyny koszykarskiej uniwersytetu stanowego Michigan. W swoim ostatnim roku tam zdobywał średnio 17,2 punktów i 4,4 zbiórki na mecz. Został też wybrany do drugiej piątki konferencji Big Ten Conference i do pierwszej piątki najlepszych obrońców. Po trzech latach studiów zgłosił się do draftu NBA, w którym został wybrany z 25 numerem przez Cleveland Cavaliers. W pierwszym sezonie na parkietach NBA wystąpił jedynie w 23 meczach (5 w pierwszej piątce). 2 marca 2007 został oddany do zespołu występującego w NBA D-League, Albuquerque Thunderbirds. W jedynym meczu w jakim tam wystąpił zdobył 14 punktów, 4 zbiórki i 6 asyst. Następnego dnia Brown ponownie wrócił do Cleveland. 11 stycznia 2008 Brown ponownie trafił do D-League, tym razem do drużyny Rio Grande Valley Vipers. W czterech meczach zdobywał średnio 23,8 punktów, w tym, w spotkaniu przeciwko Dakota Wizards zdobył 37 punktów. 17 stycznia został ponownie wezwany do Cleveland. W sezonie 2007/08 NBA Brown wystąpił 15 meczach, w tym 4 w pierwszej piątce zdobywając średnio 7,0 punktów na mecz. 21 lutego 2008 roku w ramach wymiany trzech klubów został zawodnikiem Chicago Bulls. 6 sierpnia podpisał kontrakt z Charlotte Bobcats. 7 lutego 2009 r., razem z Adamem Morrisonem zostali wymienieni do Los Angeles Lakers w zamian za Vladimira Radmanovicia. Z tym zespołem Brown dwukrotnie wywalczył mistrzostwo ligi NBA w latach 2009 i 2010. Wziął udział w konkursie wsadów podczas Weekendu Gwiazd NBA 2010. 16 lutego 2010, przeciwko Golden State Warriors, Brown poprawił rekord kariery, notując 27 punktów i 10 zbiórek, co było jego pierwszym double-double w NBA.
10 grudnia 2011 podpisał kontrakt z Phoenix Suns. 27 marca 2012, w meczu z San Antonio Spurs poprawił rekord kariery w punktach, zdobywając ich 32. 22 lipca 2012 Brown przedłużył kontrakt z Suns na kolejne dwa lata. 25 października 2013 Brown, razem z Marcinem Gortatem, Malcolmem Lee i Kendallem Marshall został wytransferowany do Washington Wizards w zamian za Emekę Okafora i wybór w pierwszej rundzie draftu 2014. Trzy dni później, Brown, Lee i Marshall zostali zwolnieni przez Wizards.
1 lutego 2014, Brown podpisał 10-dniowy kontrakt z San Antonio Spurs. Po jego wygaśnięciu, 12 lutego, podpisał kolejny. Spurs nie podpisali z nim jednak kontraktu na resztę sezonu. W barwach drużyny z Teksasu rozegrał 10 spotkań, w których przez 10,3 minuty zdobywał średnio 2,3 punktu i 1,3 zbiórki na mecz.
27 lutego 2014 Brown podpisał 10-dniowy kontrakt z New York Knicks. 10 marca podpisał kolejny, a 20 marca podpisał kontrakt z Knicks do końca sezonu 2013/14. W całym sezonie 2013/14 Brown wystąpił 29 razy (w tym raz w wyjściowej piątce) i zdobywał średnio 2,2 punktu i 1,0 zbiórki na mecz. 27 sierpnia 2014 jako wolny agent podpisał kontrakt z Miami Heat. 24 listopada 2014, po wystąpieniu w 5 meczach w barwach Heat, został przez nich zwolniony.

## Osiągnięcia
Stan na 20 lutego 2018, na podstawie, o ile nie znaleziono inaczej.
NCAA
- Uczestnik:
  - NCAA Final Four (2005)
  - turnieju NCAA (2004–2006)

NBA
- Mistrz NBA (2009, 2010)

## Statystyki w NBA
Na podstawie Basketball-Reference.com (ang.)

### Sezon regularny
| Sezon   | Drużyna     | M   | S5 | MPG  | FG%   | 3P%   | FT%   | RPG | APG | SPG | BPG | PPG  |
| ------- | ----------- | --- | -- | ---- | ----- | ----- | ----- | --- | --- | --- | --- | ---- |
| 2006/07 | Cleveland   | 23  | 5  | 8,8  | 37,8% | 28,0% | 71,4% | 0,9 | 0,4 | 0,3 | 0,1 | 3,2  |
| 2007/08 | Cleveland   | 15  | 4  | 14,5 | 36,9% | 31,0% | 60,9% | 1,2 | 1,1 | 0,7 | 0,1 | 7,0  |
| 2007/08 | Chicago     | 6   | 0  | 3,7  | 20,0% | 0,0%  | 50,0% | 0,3 | 0,0 | 0,2 | 0,3 | 1,5  |
| 2008/09 | Charlotte   | 30  | 0  | 11,4 | 45,5% | 28,6% | 80,0% | 0,8 | 0,9 | 0,6 | 0,2 | 4,8  |
| 2008/09 | L.A. Lakers | 18  | 0  | 7,6  | 52,4% | 66,7% | 88,9% | 1,1 | 0,6 | 0,2 | 0,1 | 3,2  |
| 2009/10 | L.A. Lakers | 82  | 7  | 20,7 | 42,7% | 32,8% | 81,8% | 2,2 | 1,3 | 0,7 | 0,4 | 8,1  |
| 2010/11 | L.A. Lakers | 82  | 0  | 19,1 | 42,5% | 34,9% | 91,1% | 1,9 | 1,2 | 0,8 | 0,2 | 8,7  |
| 2011/12 | Phoenix     | 59  | 19 | 23,7 | 42,0% | 36,2% | 80,8% | 2,7 | 1,2 | 0,7 | 0,3 | 11,0 |
| 2012/13 | Phoenix     | 59  | 22 | 23,8 | 42,0% | 27,7% | 78,4% | 2,5 | 1,8 | 1,0 | 0,3 | 10,5 |
| 2013/14 | San Antonio | 10  | 1  | 10,3 | 28,6% | 0,0%  | 77,8% | 1,3 | 0,5 | 0,1 | 0,0 | 2,3  |
| 2013/14 | New York    | 19  | 0  | 7,8  | 42,1% | –     | 66,7% | 0,8 | 0,2 | 0,6 | 0,0 | 2,1  |
| 2014/15 | Miami       | 5   | 2  | 17,8 | 36,8% | 42,9% | 75,0% | 0,2 | 0,6 | 0,8 | 0,0 | 4,0  |
| Razem   |             | 408 | 60 | 18,0 | 42,0% | 33,2% | 80,7% | 1,9 | 1,1 | 0,7 | 0,2 | 7,6  |

### Play-offy
| Sezon | Drużyna     | M  | S5 | MPG  | FG%   | 3P%   | FT%   | RPG | APG | SPG | BPG | PPG |
| ----- | ----------- | -- | -- | ---- | ----- | ----- | ----- | --- | --- | --- | --- | --- |
| 2007  | Cleveland   | 1  | 0  | 0,0  | –     | –     | –     | 0,0 | 0,0 | 0,0 | 0,0 | 0,0 |
| 2009  | L.A. Lakers | 21 | 0  | 13,1 | 43,4% | 48,0% | 79,2% | 1,2 | 0,6 | 0,5 | 0,1 | 4,9 |
| 2010  | L.A. Lakers | 23 | 0  | 14,1 | 39,3% | 28,1% | 71,4% | 1,3 | 0,9 | 0,4 | 0,3 | 4,9 |
| 2011  | L.A. Lakers | 10 | 0  | 16,6 | 45,9% | 28,0% | 64,3% | 1,9 | 0,7 | 0,6 | 0,2 | 7,2 |
| Razem |             | 55 | 0  | 13,9 | 42,2% | 34,1% | 72,7% | 1,3 | 0,7 | 0,5 | 0,2 | 5,2 |